# Guillaume de Dormans (évêque)
Pour les articles homonymes, voir Dormans (homonymie).
Guillaume de Dormans, mort le 2 octobre 1405, est un prélat catholique français.

## Origines et famille
La famille de Guillaume de Dormans trouve ses origines dans le village de Dormans, en Champagne.
C'est son grand-père, Jean, procureur au parlement de Paris, qui en prend le nom au début du XIVe siècle.
Guillaume de Dormans est le quatrième fils de Jeanne Mom et de Guillaume de Dormans, seigneur de Dormans et de Silly, puis successivement bailli de Sézanne, avocat général au parlement de Paris, maître-laïc de la Chambre des comptes de Paris, chancelier de Normandie, du Dauphiné, puis de France.
Il a pour frères et sœurs :
- Jean, licencié en droit, chanoine de Paris, de Chartres et de Beauvais;
- Bernard, chevalier, seigneur de Soupy, écuyer d'honneur de Louis de France, duc d'Anjou;

Regnault, archidiacre de Châlons, chanoine de Paris, de Chartres et de Soissons, conseiller, maître des requêtes;
- Miles, successivement archidiacre de Meaux, chanoine de Saint-Quentin, évêque d'Angers, de Bayeux et de Beauvais, président de la Chambre des comptes de Paris, et chancelier de France;
- Jeanne;
- Yde, dame de Flory[1].

Il est aussi le neveu de Jean de Dormans, successivement évêque de Beauvais, pair, chancelier de France et cardinal, fondateur des collèges de Dormans, à Dormans, et de Dormans-Beauvais, à Paris.

## Carrière
Bailli de Sézanne le 10 décembre 1346.
Guillaume de Dormans, docteur en droit civil, occupe la dignité d'évêque de Meaux, de 1377 à 1390, puis archevêque de Sens, de 1390 à 1405.
En 1389, il devient, en outre, le premier président de la Cour des aides de Paris.
En 1391, il baptise Charles de France (1392-1401), duc de Guyenne et dauphin de Viennois, cinquième enfant du roi Charles VI de France et d'Isabeau de Bavière. Il assiste aussi, l'année suivante, à la translation du corps de Saint Louis.

## Mort et postérité
Guillaume de Dormans meurt le 2 octobre 1405. Il laisse un enfant naturel, prénommé Guillaume, légitimité en 1440.

## Source
- Sainte-Marie, Anselme (de), Histoire généalogique et chronologique de la maison royale de France, des pairs, grands officiers de la couronne et de la maison du roi, et des anciens barons du royaume, tome 6, Compagnie des Libraires Associés, Paris, 1730 (3e édition); pp. 333-334.
- Vallet de Viriville Auguste, "Note sur l'état civil des princes et princesses nés de Charles VI et d'Isabeau de Bavière", in Bibliothèque de l'école des chartes, tome 19, Société de l'École des chartes, Paris, 1858; p. 476.